# Републикански път II-57
Републикански път II-57 е второкласен път, част от Републиканската пътна мрежа на България, преминаващ по територията на области Стара Загора и Сливен. Дължината му е 41,5 km.
Пътят се отклонява наляво при 236,3 km на Републикански път I-5 в югоизточната част на град Стара Загора и се насочва на югоизток през Горнотракийската низина. Последователно преминава през селата Могила и Сърнево, пресича река Блатница (ляв приток на Сазлийка, от басейна на Марица) и достига северната част на град Раднево. След това пътят продължава на изток, навлиза в Сливенска област, минава през село Пет могили и в центъра на село Новоселец се свързва с Републикански път II-55 при неговия 114,2 km.
При 15,4 km, в село Сърнево наляво се отделя Републикански път III-5701 (16,0 km) през селата Пшеничево и Хан Аспарухово до село Подслон, при 41,8 km на Републикански път II-66.
| Пътища, отклоняващи се надясно (населено място, № на пътя, посока на пътя) | Км   | Пътища, отклоняващи се наляво (посока на пътя, № на пътя, населено място)  |
| -------------------------------------------------------------------------- | ---- | -------------------------------------------------------------------------- |
| Община Стара Загора, Област Стара Загора I-5, 236,3 km, гр. Стара Загора ← | 0,0  | ← гр. Стара Загора, 236,3 km, I-5, Област Стара Загора Община Стара Загора |
| (за с. Малко Кадиево) общински път, с. Могила ←                            | 5    | → с. Могила, общински път (за с. Преславен)                                |
| Община Раднево                                                             | 10,6 | Община Раднево                                                             |
| с. Сърнево                                                                 | 15,4 | → с. Сърнево, 0,0 km, III-5701 (до с. Подслон)                             |
| (за с. Диня) общински път ←                                                | 19,6 |                                                                            |
| (за с. Тополяне) общински път ←                                            | 21,1 | → общински път (за с. Даскал-Атанасово)                                    |
| (до 331,3 km на I-8) III-554, 23,7 km, гр. Раднево ←                       | 27,1 | ← гр. Раднево, 23,7 km, III-554 (от гр. Нова Загора)                       |
| (за с. Гледачево) общински път ←                                           | 30,5 |                                                                            |
| Община Нова Загора, Област Сливен                                          | 31,5 | Област Сливен, Община Нова Загора                                          |
| с. Пет могили                                                              | 37,7 | → с. Пет могили, общински път (за с. Млекарево)                            |
| (за с. Ковачево) общински път, с. Новоселец ←                              | 40,9 | с. Новоселец                                                               |
| (до гр. Свиленград) II-55, 114,2 km, с. Новоселец ←                        | 41,5 | ← с. Новоселец, 114,2 km, II-55 (от гр. Дебелец)                           |